# Горњи Масларац
Горњи Масларац је насељено место у општини Соколовац, Копривничко-крижевачка жупанија, Хрватска.

## Историја
До територијалне реорганизације у Хрватској био је у саставу старе општине Копривница.

## Становништво
У попису становништва из 2011. године, Горњи Масларац је имао 42 становника.
| Број становника према пописима | Број становника према пописима | Број становника према пописима | Број становника према пописима | Број становника према пописима | Број становника према пописима | Број становника према пописима | Број становника према пописима | Број становника према пописима | Број становника према пописима | Број становника према пописима | Број становника према пописима | Број становника према пописима | Број становника према пописима | Број становника према пописима | Број становника према пописима |
| ------------------------------ | ------------------------------ | ------------------------------ | ------------------------------ | ------------------------------ | ------------------------------ | ------------------------------ | ------------------------------ | ------------------------------ | ------------------------------ | ------------------------------ | ------------------------------ | ------------------------------ | ------------------------------ | ------------------------------ | ------------------------------ |
| 1857                           | 1869                           | 1880                           | 1890                           | 1900                           | 1910                           | 1921                           | 1931                           | 1948                           | 1953                           | 1961                           | 1971                           | 1981                           | 1991                           | 2001                           | 2011                           |
| 0                              | 0                              | 70                             | 91                             | 88                             | 79                             | 86                             | 121                            | 115                            | 110                            | 99                             | 79                             | 62                             | 63                             | 51                             | 42                             |

Напомена: Насеља Доњи Масларац и Горњи Масларац исказују се од 1869. Године 1857. помиње се насеље под називом Масларац. Подаци за ово некадашње насеље налазе се у насељу Доњи Масларац. Године 1869. подаци за оба насеља садржани су у насељу Доњи Масларац. До 1981. исказивано под именом Горњи Масларец.